# Virtuální
Virtuální è il sesto album di studio della cantante pop rock ceca Ewa Farna. Il CD ha venduto circa 10 000 copie in Repubblica Ceca.

## Tracce
1. "Toužím" (Billy Steinberg, Joshua Berman, Tamar, Ewa Farna) 3:33
2. "Virtuální" (L. Wronka, Vojtěch Valda) 3:42
3. "Maska" (Sara Paxton, M. Jay, Pedersen, Ewa Farna) 3:23
4. "Jen tak" (Wayne Rodrigues, Delisha Thomas, Eric Schermehorn, Petra Glosr-Cvrkalová) 4:12
5. "Ty jsi král" (Jeff Franzel, Chani Krich, Eve Nelson, Petra Glosr-Cvrkalová) 4:17
6. "Půlměsíc" (M. Tran, Petra Glosr-Cvrkalová) 4:07
7. "Soulad smyslů" (L. Wronka, Ewa Farna) 3:16
8. "Na tom záleží" (L. Wronka, J. Rolincová) 4:21
9. "Obrazová Vila" (Tori Green, Michael Jay, Johnny Pedersen, Ewa Farna) 3:46
10. "Anděla Samota" (L. Wronka, V. Valda) 3:07
11. "Brehy ve tmách" (L.Wronka, T. Choura) 4:23
12. "Kto dá Vic" (Christoffer Vikberg, Jakob Hazell, Charlie Mason, Petra Glosr-Cvrkalová) 3:11
13. "Déšť" (Ewa Farna, Jan Steinsdörfer) 3:58

## Classifiche
| Classifica (2009)  | Posizione massima |
| ------------------ | ----------------- |
| Czech Albums Chart | 12                |